# Dongfeng Yueda Kia
Dongfeng Yueda Kia (chiń upr. 东风悦达起亚汽车有限公司) – dawna spółka typu joint venture, założona w 1999 roku przez chińskie przedsiębiorstwo Jiangsu Yueda i koreańskie Kia Motors pod nazwą Yueda Kia Motors. W 2002 roku część udziałów w firmie została nabyta przez koncern Dongfeng Motor, a nazwa przedsiębiorstwa została zmieniona na obecną. Dongfeng Yueda Kia zajmuje się produkcją samochodów osobowych Kia, przeznaczonych na rynek chiński.
Siedziba przedsiębiorstwa mieści się w Yancheng, w prowincji Jiangsu.